# 松丸亮吾
松丸亮吾（日语：／ Matsumaru Ryōgo，1995年12月19日—）是日本的電視藝人、作家和遊戲製作人。他曾是以東京大學為活動中心的解謎類學生興趣組織AnotherVision第二任代表，目前則是謎語人（RIDDLER）株式會社的代表董事。

## 人物簡介
松丸亮吾出生於日本千葉縣的市川市；他有3位兄長，知名讀心師DaiGo是他的大哥。他曾先後就讀於市川市立新濱小學校、麻布中學校及高等學校，目前就讀於東京大學工學部。同時，松丸亮吾現在還以“靈感王子松丸君”的名義活躍在東京電視網的節目《早安Star》。
松丸亮吾對猜題解謎產生興趣是由於他是家中幼子，無論如何也無法戰勝自己的三位兄長，他對此感到沮喪。而當小學四年級的某次家中聚餐時，他發現自己在解答電視節目《腦內保養 IQ營養品》中的謎題速度遠超過家裡其他人，於是他開始沉迷於此。松丸亮吾開始在圖書館翻閱所有與猜題解謎有關的書籍。當他發現沒有任何一本謎題書籍可以難住他的時候，他開始自己設計謎題。

## 出版書籍

### 個人著作
- 《東大解謎訓練 來自AnotherVision的挑戰書（東大ナゾトレ AnotherVisionからの挑戦状）》（扶桑社）

- 《東大松丸式數字解謎訓練 在玩樂的同時獲得思考！（東大 松丸式 数字ナゾトキ – 楽しみながら考える力がつく!）》（鱷魚書社（日语：ワニブックス））

## 外部連結
- 松丸亮吾的X（前Twitter）
- 松丸亮吾的Instagram帳戶
- YouTube上的松丸亮吾頻道